# Judith Gautier

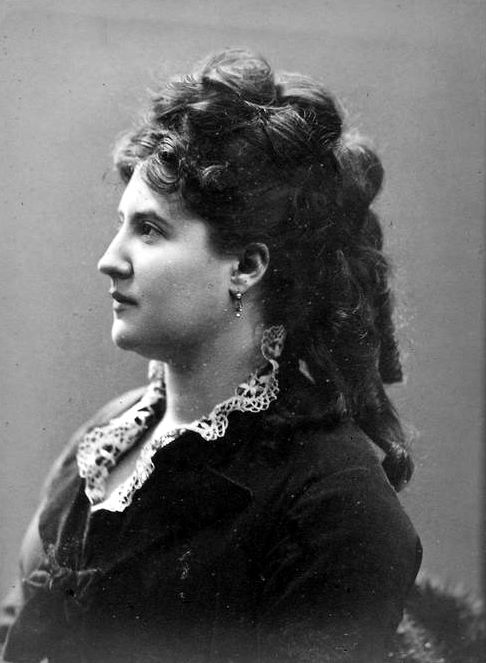
Judith Gautier, ca. 1880

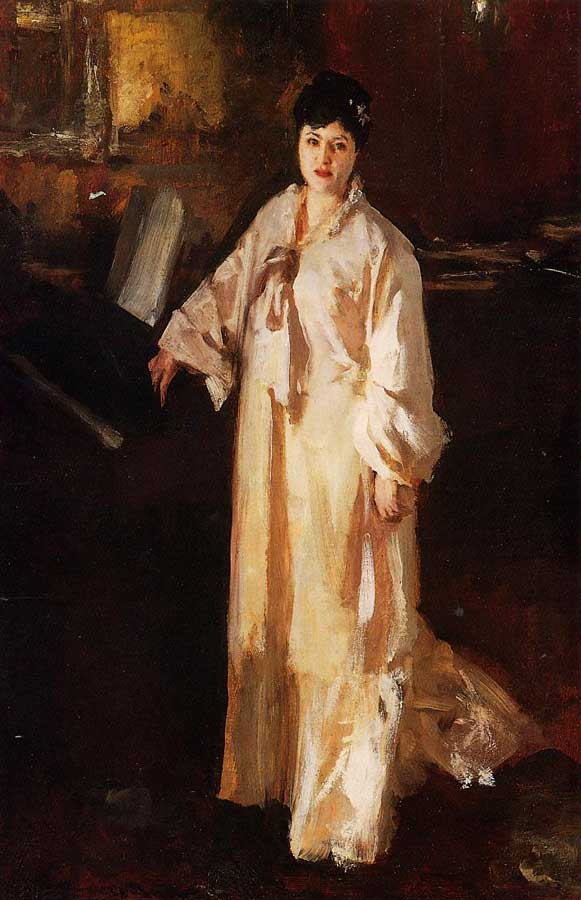
Judith Gautier, John Singer Sargent, 1885

Judith Gautier (geboren am 25. August 1845 in Paris als Judith Louise Charlotte Ernestine Gautier; gestorben am 26. Dezember 1917 in Dinard) war eine französische Schriftstellerin. Sie war Dichterin, Übersetzerin und verfasste historische Romane.

## Leben
Judith Gautier war die älteste Tochter von Théophile Gautier und Ernesta Grisi, der Schwester von Carlotta Grisi. Ihr Vater, selbst Dichter, nannte Judith das „vollkommenste seiner Gedichte“. Sie verbrachte ihre frühe Kindheit in völliger Freiheit mit einem eigenen Kindermädchen, was ihre spätere Erziehung in einem katholischen Mädchenpensionat umso schwieriger gestaltete.
Später lebte sie mit ihrer Schwester Estelle wieder beim Vater, der sie mit seinen Künstlerkollegen bekannt machte, darunter Charles Baudelaire und die Brüder Goncourt. So erhielten die Töchter auch Malunterricht durch Auguste Herst. Judith Gautier versuchte sich – mit Misserfolg – als Übersetzerin von Edgar Allan Poe. Sie wurde vom politischen Flüchtling Din Dunling in die chinesische Sprache und Kultur eingeführt, entwickelte eine Leidenschaft für buddhistischen, aber auch keltischen Okkultismus und sah sich als eine Wiedergeburt einer klassischen chinesischen Prinzessin. In ihrem ersten größer publizierten Werk, Das Jadebuch, übertrug sie mit Din als Mentor chinesische Gedichte ins Französische. Es folgten drei Romane mit zunehmend schwächeren Auflagen sowie in den 1880er Jahren kürzere Geschichten, Aufsätze und Kinderbücher. Ihr Werk blieb stark auf den Fernen Osten, China und Japan fokussiert.
Sie hatte aufgrund ihrer Schönheit zahlreiche Verehrer und entschied sich für Catulle Mendès, den sie 1866 gegen den Willen des Vaters heiratete. Diese Ehe führte zur Scheidung ihrer Eltern, da ihre Mutter Judith unterstützte. Jedoch scheiterte die Ehe an der Geliebten von Mendès, Augusta Holmès, mit der er weiterhin Kontakt pflegte und auch bereits Kinder hatte. Bald lebte das Ehepaar Mendès wieder weitestgehend getrennt. 1876 hatte Judith eine kurze Affäre mit Richard Wagner, den sie bereits 1869 näher kennengelernt hatte. Weitere Affären gab es mit Victor Hugo ab 1872 und Jean Lorrain 1873. Nach der endgültigen Trennung von Mendès (1878; Scheidung 1896 abgeschlossen) umgab sie sich mit einem Kreis berühmter Persönlichkeiten, darunter Hugo, Henri de Régnier, Gustave Moreau und Edmond de Goncourt. Sie war von 1910 bis zu ihrem Tod die erste Frau in der Académie Goncourt sowie bereits ab 1904 Jurorin des Prix Femina. 1910 wurde sie zur Ritterin der Ehrenlegion ernannt.

## Werke (Auswahl)
- Le livre de jade (Das Jadebuch, Gedichtsammlung, Paris 1867. Neuauflage mit Ergänzungsgedichten, 1902)
- Le Dragon Impérial (Der kaiserliche Drachen, Roman, 1869)
- L’Usurpateur (Roman, 1875)
- Lucienne (Roman, 1877)
- Isoline et La Fleur-Serpent (Paris 1882)
- Iskender (Paris 1886)
- La Reine de Bangalore (1887)
- Mémoires d’un Éléphant Blanc (Kinderbuch, 1894)
- Les Princesses d’Amours (Paris 1900)
- Le Collier des Jours (1. Band Memoiren; Die Kette der Tage, Paris 1902)
- Le Paravent: De Soie et D’Or (Paris, 1904)
- L’Avare Chinois (Übertragung eines chinesischen Singspiels, Paris 1908)
- Le Troisième Rang du collier de perles (3. Band Memoiren; Die dritte Reihe der Perlenkette, Paris 1909)
- La Fille du Ciel (gemeinsam mit Pierre Loti, Schauspiel 1912)